# Мурну, Георге
Георге Мурну (рум. George Murnu; 1 января 1868, Верия, Салоникский вилайет, Османская империя (ныне Греция) — 17 ноября 1957, Бухарест, Румыния) — румынский историк, поэт, археолог, переводчик, педагог, доктор филологии, профессор Бухарестского университета, лингвист. Действительный член Румынской академии.

## Биография
Аромунского происхождения. Родился в семье учителя. Обучался в румынском лицее в г. Битола. Окончил Бухарестский университет. С 1893 года работал преподавателем в Ясском университете. Получив государственную стипендию, окончил аспирантуру в Мюнхене. Защитил докторскую диссертацию по филологии.
Вернувшись в Румынию, успешно занимался научной деятельностью, возглавил кафедру археологии Бухарестского университета. В 1909 году стал руководителем Национального археологического музея в Бухаресте.
В связи со своими специализированными научными интересами совершил ряд поездок по стране (особенно в Добруджа) и за границу, в Рим, Афины и др.
Автор многих работ по археологии и древней румынской истории.
Академик. Действительный член Румынской академии с 1923 года.

## Творчество
Автор поэтических произведений, в основном, в жанре пасторали. Писал как на румынском, так и на родном арумынском языке.
Перевёл «Одиссею» и «Илиаду» Гомера на румынский язык. Переводил также других великих древнегреческих писателей, таких как Пиндар, Софокл, Еврипид.

## Политические взгляды
Г. Мурну сочувствовал крайне правой Железной гвардии. После окончания Второй мировой войны не стал объектом судебного расследования — вероятно, из-за его возраста и престижа.

## Избранные труды
Исторические работы
- Românii din Bulgaria medievală («Румыны в средневековой Болгарии»)
- Studiu asupra elementului grec ante-fanariot în limba română (эссе)
- Sofocle, Electra, București, 1910
- Eschil, Orestia, București, 1942
- Vlahia Mare
- Noi săpături în cetatea Trapaeum
- Monumente antice din Roma
- Arheologie clasică
- Atena și ruinele ei
- Aromânii în primejdie
- Pentru românii din Peninsula Balcanică.

Поэзия
- Gânduri și vise, 1898
- Alme Sol,1925
- Ritmuri pentru tine, 1934
- Tropare, 1940

Поэмы на арумынском языке
- Ritmuri macedonene, 1931
- Salbă de cântec aromânesc
- Chita și Bură.